# Mohammad Reza Pahlavi
Mohammad Rezā Shāh Pahlavi, Shah của Iran (26 tháng 10 năm 1919 tại Tehran - 27 tháng 7 năm 1980 tại Cairo), lấy danh hiệu Shahanshah (Vua của các vua), hay Aryamehr (Mặt trời của người Aryan) là vua Nhà nước Hoàng gia Iran từ 16 tháng 9 năm 1941 cho đến khi bị lật đổ trong cuộc Cách mạng Hồi giáo vào 11 tháng 2 năm 1979. Ông là con trai của vua Mohammad Reza Shah - vị Hoàng đế đổi tên nước Ba Tư thành Iran vào năm 1935. Ông là vị Hoàng đế thứ hai và cuối cùng của Triều đại Pahlavi. Mohammad Reza Pahlavi thường được biết đến như một Hoàng đế độc tài.
Vào tháng 10 năm 1971, đất nước Iran tiến hành lễ kỷ niệm 2500 năm Hoàng đế Cyrus Đại Đế, và người ta không rõ đây là ngày sinh, ngày lên ngôi hay là ngày mất của vị vua sáng lập Đế quốc Ba Tư. Để thể hiện cho cả thế giới thấy thấy rằng đất nước ông là một cường quốc hiện đại, Hoàng đế Mohammad Reza Pahlavi tổ chức lễ hội thật hoành tráng. Ông mời nhiều nguyên thủ quốc gia khác đến Iran dự lễ, và một số vị không đi được. Lễ hội được tổ chức trong nhiều ngày, đỉnh điểm là vào ngày 16 tháng 10 năm đó, và nhà vua đến lăng mộ của Cyrus Đại đế tại cố đô Pasargadae, ca ngợi, vinh danh vị Hoàng đế Ba Tư xưa. Ông gọi Hoàng đế Cyrus Đại Đế là vị "anh hùng muôn thuở của lịch sử Iran", đồng thời nước Iran có "nền quân chủ lâu đời nhất trên thế giới". Nhưng tám năm sau, ông bị lật đổ và bị lưu đày.
Vào thế kỷ XX, nước Iran - mà người ta thường gọi là Ba Tư trong suốt chiều dài lịch sử - đất nước của Hoàng đế Cyrus Đại Đế và những chiến binh Ba Tư năm xưa, đã đổi thay. Quốc giáo Iran giờ đây là Hồi giáo, và tín đồ Hỏa giáo ngày càng ít. Tuy lúc đầu còn thiếu kinh nghiệm, Hoàng đế Mohammad Reza Pahlavi về sau được xem là một trong những ông vua độc đoán nhất của thế kỷ XX. Ông dùng vốn tiền mà ông nhận được từ ngành công nghiệp hóa dầu Iran mà cải cách quân sự, và được xem là một trong những nhà lãnh đạo đáng sợ nhất ở vùng Trung Đông. Nhà vua không tham chiến trong cuộc Chiến tranh Ả Rập-Israel, có lẽ vì quan hệ ngoại giao tốt đẹp của ông đối với nước Mỹ - một đồng minh thân cận của Israel. Ông đề xướng cải cách đất nước, tuy không hề khác với truyền thống Ba Tư dưới thời các vua Cyrus Đại Đế, Darius I và Xerxes I năm xưa, nhưng ông không thận trọng nghĩ rằng, những cải cách này gây phẫn nộ cho những người tuyệt đối tin vào Hồi giáo.
Và, việc ông tôn vinh Hoàng đế Cyrus Đại Đế đã gây cho những người này tức giận, vì họ chỉ đề cao nhà tiên tri Muhammad. Với sự chia rẽ trong lịch sử và truyền thống của đất nước, nhà vua không giữ được ngai vàng. Đầu năm 1978, công cuộc Cách mạng Hồi giáo bùng nổ, với những cuộc biểu tình quy mô lớn của học sinh ở thủ đô Tehran. Pahlavi xuất quân, nhưng ông không muốn đất nước chìm trong biển máu, đồng thời binh sĩ cũng không chĩa súng vào nhân dân. Pahlavi bị lật đổ và lưu đày. Sau này, ông qua đời tại thủ đô Cairo, Ai Cập.